# Alexandra de Hessen-Darmstadt

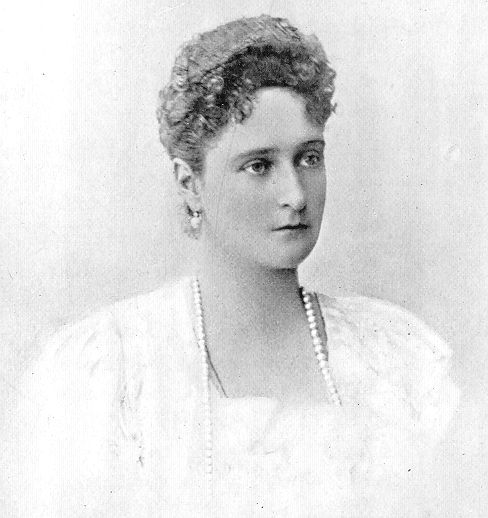
La princesa Alexandra de Hessen-Darmstadt, tsarina de Rússia

Alexandra de Hessen-Darmstadt (Darmstadt, 6 de juny de 1872 - Iekaterinburg, 17 de juliol de 1918) fou princesa de Hessen-Darmstadt i, pel seu matrimoni amb el tsar Nicolau II, tsarina de Rússia (1894-1918) amb el nom d'Alexandra Fiódorovna Romànova.

## Naixement i família
Nascuda al Neues Palais de Darmstadt, fou la sisena filla del gran duc Lluís IV de Hessen-Darmstadt i de la princesa Alícia del Regne Unit. La seva àvia materna era la reina Victòria I del Regne Unit.
Batejada amb els noms d'Alícia, Victòria, Helena, Lluïsa i Beatriu el dia 10 de juliol del mateix any a la capella del Neues Palais de Darmstadt, els seus padrins eren el futur rei Eduard VII del Regne Unit i la seva muller, la princesa Alexandra de Dinamarca, el futur tsar Alexandre III de Rússia i la seva muller, la princesa Dagmar de Dinamarca, la princesa Beatriu del Regne Unit, el duc de Cambridge i el gran duc Lluís III de Hessen-Darmstadt. Els padrins demostraven les magnífiques connexions amb la reialesa que la petita princesa tenia.
Educada en l'austera cort del petit gran ducat de Hessen-Darmstadt per una mainadera anglesa, passà llargues temporades a Anglaterra, arribant a establir un estret llaç amb la seva àvia. El primer contacte que Alexandra tingué amb la tragèdia fou l'any 1873 a conseqüència de la mort del seu germà, el príncep Frederic de Hessen, i, malgrat que la princesa no recordà mai el seu germà, la seva mare obligà els seus fills a visitar regularment la cripta del seu germà.

## Princesa de Hessen-Darmstadt

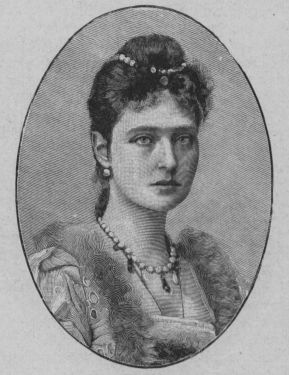
La princesa Alexandra de Hessen-Darmstadt

El 1877 mort el gran duc Lluís III de Hessen-Darmstadt i el pare de la princesa ascendeix al tron. Després de passar l'estiu a Anglaterra, la família gran ducal retornà a Darmstadt el 5 de novembre, la princesa Victòria de Hessen-Darmstadt contragué la diftèria, i successivament tots els membres de la família gran ducal a excepció de la princesa Elisabet de Hessen-Darmstadt. La família es recuperà però la malaltia s'endugué la princesa Maria de Hessen-Darmstadt i la mare d'Alexandra, la princesa Alícia del Regne Unit. A partir d'aquell moment els prínceps de Hessen s'acostaran molt més a la cort britànica de la seva àvia.

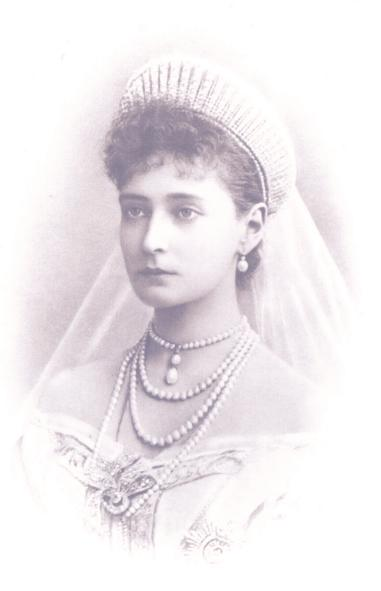
La princesa Alexandra en el moment del seu casament el 1894

L'estiu de 1884, la princesa Elisabet de Hessen-Darmstadt quedà compromesa amb el gran duc Sergi de Rússia, fill del tsar Alexandre II de Rússia. Fou aquella la primera ocasió en què Alexandra es trobà amb el seu futur espòs, el tsar Nicolau II de Rússia. La següent visita a Rússia es produí el 1889 i la seva germana actuà de nexe entre ella i el futur tsar. Malgrat tot, la reina Victòria I del Regne Unit no compartia els desitjos de la princesa Elisabet, ja que considerava Rússia com una terra de costums salvatges i incivilitzats. A més, pensava que Alexandra seria la candidata ideal per maridar-se amb el futur rei Jordi V del Regne Unit.
L'any 1889 la princesa passà l'estiu a Balmoral, junt amb la seva àvia i el futur rei Jordi. Malgrat que passaren molts moments junts i que posteriorment s'escrigueren entre ells, no aparegué l'amor i Alexandra el rebutjà. Tot i així, la reina no volia acceptar al tsarevítx i trobà un nou candidat per la seva neta, el príncep Maximilià de Baden. Alexandra el rebutjà també.

## L'opció russa, el tsar Nicolau II de Rússia
L'any 1892 el gran duc Lluís IV de Hessen-Darmstadt morí. Un any i mig després Alix escrigué una apassionada carta al tsarévitx afirmant el seu amor però mostrant-se preocupada pel fet que hagués d'abandonar la fe luterana per entrar a l'ortodoxa. Les coses canviaren a través de la intervenció d'Ella que, malgrat no haver-se de convertir a la religió ortodoxa, ho feu voluntàriament i començà a explicar a la seva germana les similituds entre les dues religions, els tabús començaren a desaparèixer.
L'abril de 1894 l'oportunitat d'oficialitzar un compromís era ideal. La majoria de les famílies reials europees es trobaven concentrades a Coburg per assistir al casament entre el gran duc Ernest Lluís IV de Hessen-Darmstadt i la princesa Victòria Melita del Regne Unit. Tant Nicolau com Alexandra assistiren al casament de la que era una cosina mútua. La primera nit els dos foren a l'Òpera, ells van parlar i Alix mostrà de nou la seva por i incapacitat de canviar de religió. Aquella mateixa nit, el kàiser Guillem II de Prússia, un altre dels convidats al casament i cosí d'Alix visità la princesa a la seva cambra. Li parlà de la necessitat de reforçar l'aliança entre Rússia i Alemanya i que aquell casament seria una ocasió brillant. A més a més, li parlà de la necessitat de preservar la pau a Europa. L'endemà Alix acceptava a Nicolau enmig de llàgrimes.
L'1 de novembre de 1894, el tsar Alexandre III de Rússia moria a Livadia a Crimea. La mort del seu pare pertorbà Nicolau, que expressà els seus dubtes al seu cunyat, el gran duc Alexandre de Rússia, "Sandro, que haig de fer? Què ens passarà a mi, a tu, a la Xènia, a l'Alix, a la mare, a Rússia? Jo no estic preparat per ser tsar... Jo no ser res del negoci de regnar". L'endemà de la mort del tsar, Alix entrava a l'església ortodoxa i passava a dir-se Alexandre F'dorovna.

## Casament i família

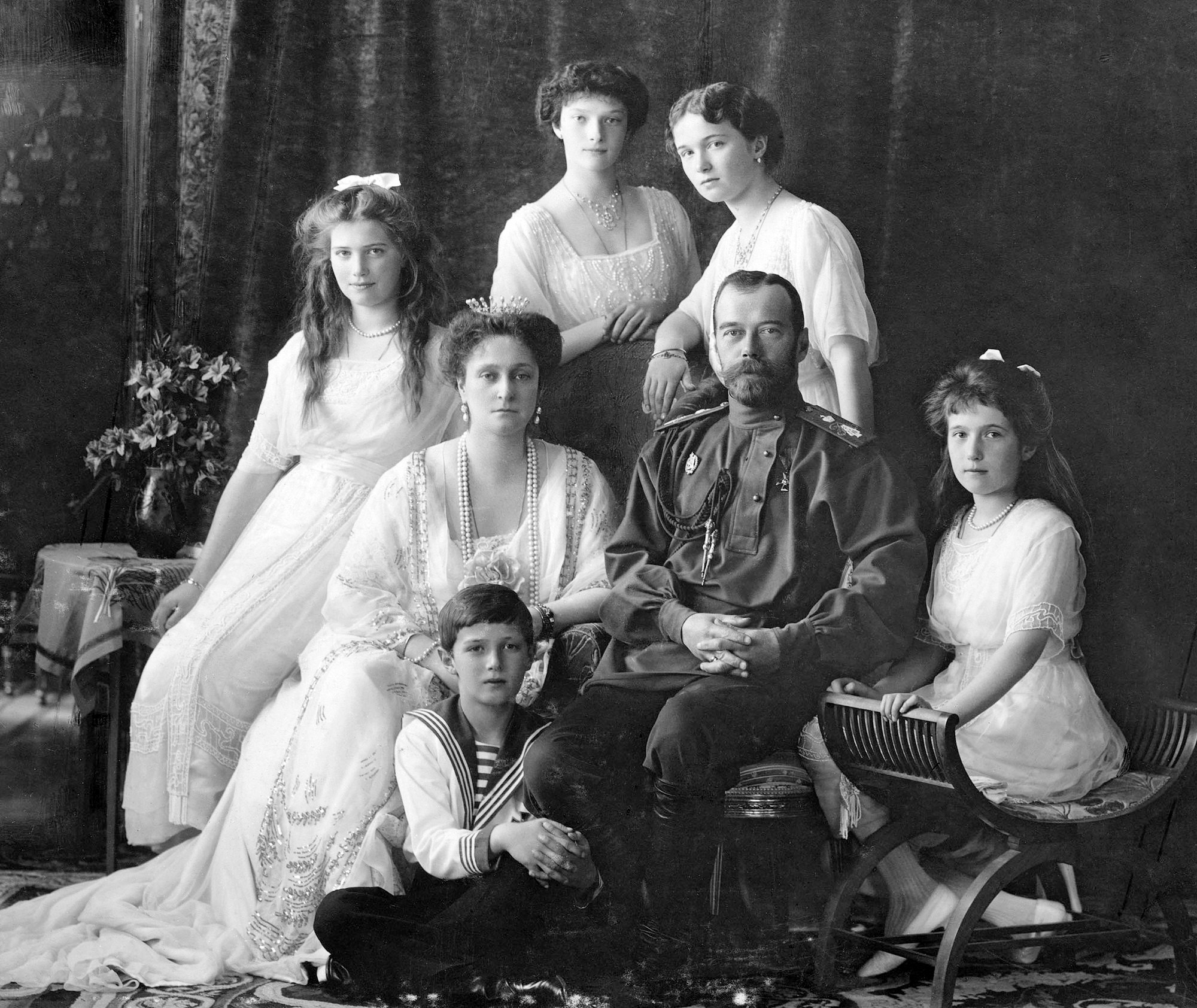
La família reial

La cerimònia de casament tingué lloc el 26 de novembre de 1894 a la capella del Palau d'hivern de Sant Petersburg. Els primers mesos del matrimoni no foren gens senzills a conseqüència de la convivència amb la tsarina viuda, Dagmar de Dinamarca, ja que aquesta no acceptava la seva nova situació i la precedència sobre ella de la seva jove. Alix detestava la vida social de Sant Petersburg i alhora començà a esdevenir impopular.
El 26 de maig de 1896, els tsars foren oficialment coronats a la Catedral de l'Assumpció de Moscou. Quatre dies després el tsar havia de donar menjar a tot aquell que ho sol·licités, més de dos milions s'acostaren a demanar-ne i la multitud mateixa provocà la mort d'un gran nombre de persones. En comptes d'anul·lar els actes previstos, un ball a l'ambaixada francesa, els oncles de Nicolau, el gran duc Vladimir de Rússia, el gran duc Sergi de Rússia, el gran duc Pau de Rússia i el gran duc Aleix de Rússia, aconsellaren al tsar seguir, per raons diplomàtiques, amb el guió d'actes previstos. Nicolau es guanyà el sobrenom del Sanguinari.
La parella tingué cinc fills:

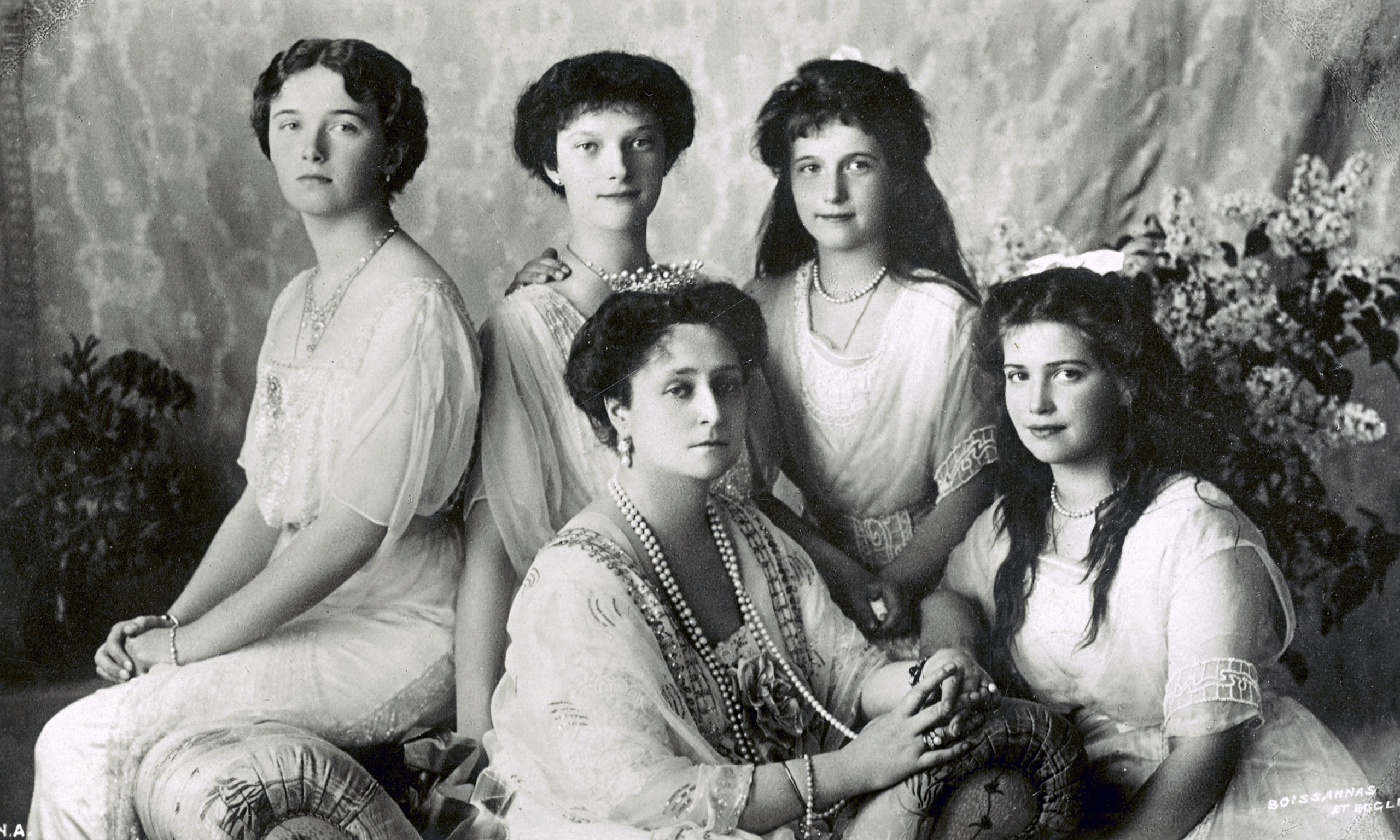
Les grans duquesses (d'esquerra a dreta) Tatiana, Olga, Anastasia i Maria Romànova, amb la seva mare Alexandra

- SAI la gran duquessa Olga de Rússia nascuda el 1895 a Sant Petersburg i morta el 1918 a Iekaterinburg.

- SAI la gran duquessa Tatiana de Rússia nascuda el 1897 a Sant Petersburg i morta el 1918 a Iekaterinburg.

- SAI la gran duquessa Maria de Rússia nascuda a Sant Petersburg el 1899 i morta el 1918 a Iekaterinburg.

- SAI la gran duquessa Anastàsia de Rússia nascuda a Sant Petersburg el 1901 i morta a Iekaterinburg el 1918.

- SAI el tsarevítx Aleix de Rússia nascut el 1904 a Sant Petersburg i mort el 1918 a Iekaterinburg.

Les dificultats per tenir un fill baró expliquen la tremenda frustració quan veieren que el petit tenia hemofília. Malgrat que altres membres de la família d'Alix ja tenia la malaltia, el príncep Valdemar de Prússia, el príncep Frederic de Hessen-Darmstadt o el príncep Leopold del Regne Unit, i se sabia que ella tenia la possibilitat de transmetre-la Nicolau sempre pensà en la seva bona sort per evitar la transmissió.

## Un govern erràtic: Japó, la Duma i la Primera Guerra Mundial
La política autoritària del tsar Nicolau II de Rússia orientà la seva política expansionista cap a l'Àsia evitant interessos europeus en què el xoc amb Alemanya era més que previsible. Rússia ocupà interessos a Corea i Manxúria ja l'any 1900 utilitzant el port de Port Arthur cam una base naval estable a l'extrem Orient. Al mateix temps el poder del Japó augmentà considerablement i l'enfrontament entre les dues potències es feu inevitable. Davant d'una nota diplomàtica enviada pel Japó a Sant Petersburg i que mai no fou contestada el 5 de febrer es trencaren relacions diplomàtiques i el 10 de febrer previ atac nipó la guerra fou declarada.
La guerra fou la primera desfeta d'una potència europea davant d'una potència oriental i marcà un precedent en el regnat de Nicolau. Durant la guerra, Alexandra es mostrà especialment activa organitzant a les galeries del Palau d'Hivern subhastes per aconseguir material per la Creu Roja i que aquest pogués ésser enviat a Port Arthur.
Durant la guerra quedà embarassada del tsarevítx Aleix. Batejat a l'església de Peterhoff inclogué l'assistència de molts membres de la reialesa europea entre els quals destaca la del rei Cristià IX de Dinamarca, el besavi del nen. Els padrins foren, el rei Eduard VII del Regne Unit, el kàiser Guillem II de Prússia, el gran duc Ernest Lluís IV de Hessen-Darmstadt i la tsarina Dagmar de Dinamarca. Tan sols sis setmanes després del naixement el nen es feu una ferida i començà a sagnar sense que cap doctor pogués parar l'hemorràgia. Aleix patia l'hemofília i era Alexandra qui havia entrat la terrible malaltia a la família imperial russa. Alexandra i Nicolau decidiren mantenir en secret la malaltia del tsarevítx, secret que quedà reclòs dins de les parets de Tsàrskoie Seló.
La guerra creà un ambient irrespirable a la societat russa. La revolució de 1905 tenia com a base la idea que Nicolau desconeixia les condicions reals amb què vivien els seus súbdits i, per tant, l'únic que s'havia de fer era comunicar a Nicolau aquestes condicions per tal que els pogués ajudar. La idea era acudir en una manifestació a les portes del Palau d'Hivern per tal de manifestar-se davant de Nicolau, el problema era que Nicolau no era a Sant Petersburg sinó a Tsàrskoie Seló. En el moment que la marxa arribà a les portes del Palau d'Hivern la policia començà a disparar per tal de dispersar la multitud, milers de persones moriren amb el que es coneix com el Diumenge Sagnant. La vaga general que es produí l'octubre de 1905 obligà a Nicolau a obrir un període legislatiu de la Duma russa.

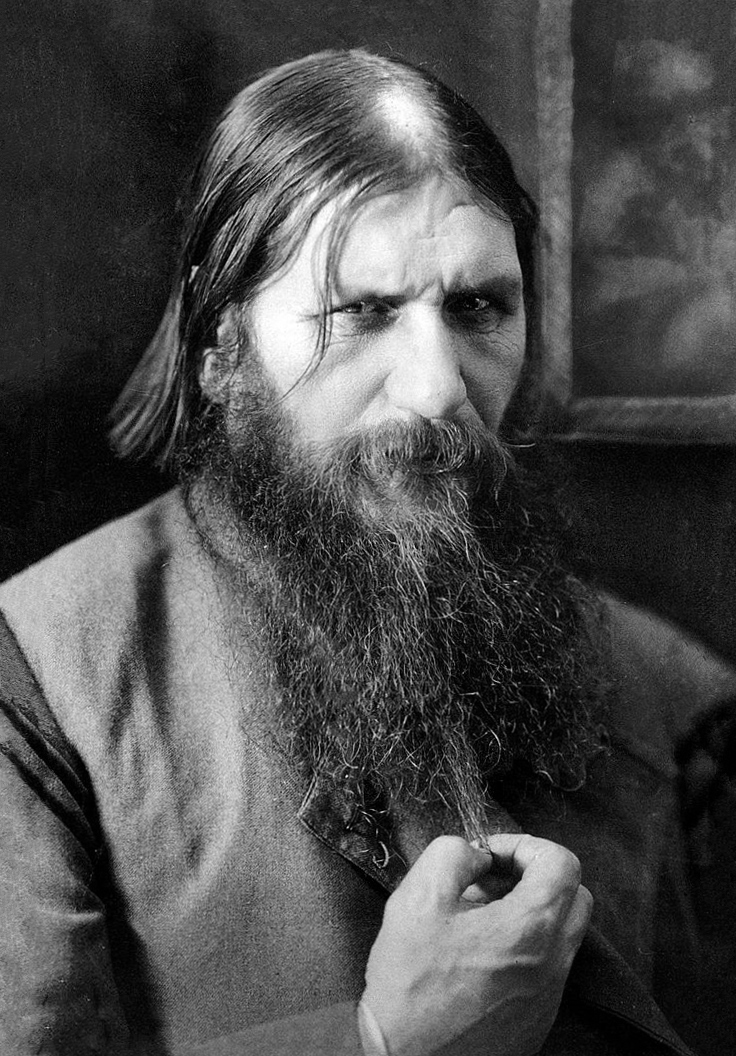
Grigory Efimovich Rasputin

La família imperial era extremadament unida i aïllada dels fets que ocorrien a Rússia, essent el tsarevit el centre d'especial atenció. La preocupació amb què vivien els pares la malaltia de l'hereu es tradueix en les paraules del seu tutor "ell és adorat pels pares i per les germanes". L'any 1906 a través de les princeses Maria de Montenegro i Anastàsia de Montenegro casades en el si de la casa imperial russa, Grigory Efimovich Rasputin entrà a Tsàrskoie Seló per primera vegada i tan sols un any després aquest curà per primera vegada al tsarevitx. A poc a poc ell es feu un lloc a Tsàrskoie Seló i la seva influència es feu més i més important i indispensable en les vides del tsar i de la tsarina.
La fama de Rasputín a Sant Petersburg distava molt de ser positiva o igual a la que tenia a Tsàrskoie Seló. S'especulà molt sobre possibles relacions sexuals amb la tsarina i fins i tot amb les petites grans duquesses. Rasputín allunyà encara més el tsar de Rússia i el trencament entre monarca i societat es feu encara més palès. Les evidències de les múltiples relacions sexuals del monjo amb diferents membres de l'alta societat santpetersburguesa es feren cada vegada més evidents però la tsarina no pretenia escoltar aquestes xafarderies i diposità encara més confiança en Rasputín.
L'any 1912 a Spala es produí la pitjor crisi d'Aleix essent un dels pitjors moments de la vida de Nicolau i Alexandra. En un passeig amb carruatge Aleix tingué una forta hemorràgia interna a l'estómac. La situació arribà a l'extrem que Nicolau ordenà que es preparessin els funerals del petit tsarevítx però la situació es redreçà amb la presència de Rasputín que aconseguí (es creu a través de la hipnosi) salvar la situació i el tsarevítx es curà. Els fets de Spala marcaren un abans i un després, ja que a partir d'aquest moment Rasputín gaudí d'una confiança i gratitud absoluta de la Cort imperial.
L'any 1914 s'inicià la Primera Guerra Mundial i Nicolau partí al front deixant el govern en mans d'Alexandra aconsellada per Rasputín. Però la població no entenia la presència de Rasputín ni el poder d'Alexandra, alemanya de naixement i de convicció. Les derrotes se succeïren i es feren paleses la manca de modernitat de l'exèrcit rus i la ineficàcia interna del govern d'Alexandra.

## La mort de Rasputín: la participació del gran duc Demetri de Rússia i del príncep Fèlix Jussupov

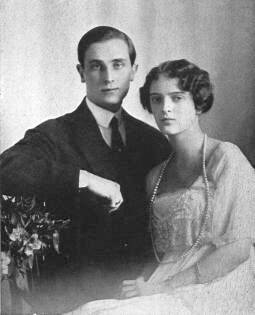
El príncep Fèlix Jussupov i la seva muller, la princesa Irina Romanov, neboda del tsar Nicolau II

L'odi dels membres de la família imperial vers Rasputín fou creixent a mesura que el tsar depenia de la influència de Rasputín. Al llarg del mes de desembre de 1916 el príncep Felix Jussupov planejà la mort del monjo rus. Amb complicitat amb el gran duc Demetri de Rússia aconseguiren que el monjo anés al palau Jussupov i allà fou assassinat pels dos aristòcrates. El cos fou llançat al riu Neva. Pocs dies després tant el príncep Jussupov i el gran duc Dimitri foren enviats a l'exili en el moment que el tsar sabé la participació en el seu assassinat.

## Revolució i regicidi als Urals
A partir d'aquell moment els fets de la revolució de 1917 se succeïren ràpidament. La revolució de febrer i l'abdicació del tsar comportaren l'arrest de l'ex família imperial a Tsàrskoie Seló i mesos després, amb la revolució bolxevic, foren transportats a Tobolsk. De Tobolsk passaren a Iekaterinburg, a la casa Ipatiev, que havia estat requisada pels bolxevics. La matinada del 16 de juliol de 1918, al·legant motius de seguretat, van ser conduïts al soterrani on foren brutalment assassinats pel Comitè bolxevic dels Urals.
Els cossos de la família imperial foren trobats a la dècada de 1970 encara que no fou fins al 1991 amb la caiguda de l'URSS que foren desenterrats i sepultats l'any 1998 amb presència de la família Romanov i de diversos membres de les cases reials europees entre ells el duc d'Edimburg.